# 조 맥도넬 (배우)
조 맥도넬(Jo McDonnell, 1950년 5월 16일 ~ )은 미국의 배우, 텔레비전 배우, 영화배우이다.
스톡턴에서 태어났다.

## 영화
- 후커와 로마노 (1982년)
- 몬스터 가족 (1981년)
- 아일랜드 크로스 (1980년)
- 옥타곤 (1980년)
- 더 시니어스 (1978년)
- 달라스 (1978년)